# BK Ventspils
Der BK Ventspils ist ein Basketballverein aus Ventspils in Lettland. Er spielt zurzeit (2013/14) in der EuroChallenge, der BBL und in der LBL.

## Geschichte
“BK Ventspils” wurde 1994 gegründet. Die ersten Erfolge stellten sich ab der Saison 1997/98 ein. Man erreichte das Play-off-Finale der LBL. Im Folgejahr wurde dieser Erfolg wiederholt. Beide Finals wurden gegen den lettischen Dauermeister der 90er Jahre BK Brocēni verloren. In der Saison 1999/2000 wurde BK Ventspils zum ersten Mal lettischer Meister. In den Folgejahren konnte keine Mannschaft BK Ventspils vom nationalen Thron stoßen. Man gewann sieben Meisterschaften in Folge. Erst 2008 wurde diese Dominanz vom ASK Riga durchbrochen. Es gelang BK Ventspils 2009 den achten nationalen Titel zu holen. International gab BK Ventspils sein Debüt in der Saison 1997/98 im Korać-Cup. Dort erreichte man das Achtelfinale. Seitdem ist Ventspils regelmäßiger Teilnehmer verschiedener europäischer Klub-Wettbewerbe. In der Saison 2002/03 konnte in der NEBL der dritte Platz belegt werden. In der Folgesaison wurde mit einem dritten Platz in der FIBA EuroCup Challenge der größte Vereinserfolg auf der europäischen Ebene erzielt. In Abwesenheit der Favoriten Žalgiris Kaunas und Lietuvos Rytas gelang Ventspils in der Saison 2012/13 der Sieg in der BBL. In der Folgesaison 2013/14 gelang Ventspils nach längerer Pause wiederum ein lettischer Titelgewinn. Mit neun Titeln Ventspils der alleinige lettische Rekordmeister.

### Saisonübersicht
| Saison  | National | Platz | LBL Play-off | Regional           | Platz         | Europa                              |
| ------- | -------- | ----- | ------------ | ------------------ | ------------- | ----------------------------------- |
| 1991/92 | LBL      | 7     | –            | –                  | –             | –                                   |
| 1992/93 | LBL      | 6     | –            | –                  | –             | –                                   |
| 1993/94 | LBL      | 7     | –            | –                  | –             | –                                   |
| 1994/95 | LBL      | 6     | –            | –                  | –             | –                                   |
| 1995/96 | LBL      | 3     | –            | –                  | –             | –                                   |
| 1996/97 | LBL      | 4     | –            | –                  | –             | –                                   |
| 1997/98 | LBL      | 2     | Finale       | –                  | –             | Korać-Cup Achtelfinale              |
| 1998/99 | LBL      | 2     | Finale       | –                  | –             | Saporta Cup Achtelfinale            |
| 1999/00 | LBL      | 1     | Sieger       | –                  | –             | Saporta Cup 1/16 Finale             |
| 2000/01 | LBL      | 1     | Sieger       | –                  | –             | NEBL                                |
| 2001/02 | LBL      | 1     | Sieger       | –                  | –             | NEBL 3. Platz                       |
| 2002/03 | LBL      | 1     | Sieger       | –                  | –             | FIBA Champions Cup 3. Platz         |
| 2003/04 | LBL      | 1     | Sieger       | –                  | –             | ULEB Cup 2003/04 Achtelfinale       |
| 2004/05 | LBL      | 1     | Sieger       | BBL Elite Division | 4             | ULEB Cup 2004/05 Viertelfinale      |
| 2005/06 | LBL      | 1     | Sieger       | BBL Elite Division | 5             | ULEB Cup 2005/06 Achtelfinale       |
| 2006/07 | LBL      | 2     | Finale       | BBL Elite Division | 3             | ULEB Cup 2006/07 Achtelfinale       |
| 2007/08 | LBL      | 2     | Halbfinale   | BBL Elite Division | 8             | ULEB Cup 2007/08 Achtelfinale       |
| 2008/09 | LBL      | 1     | Sieger       | BBL Elite Division | 6             | EuroChallenge 2008/09 Gruppenphase  |
| 2009/10 | LBL      | 5     | Halbfinale   | BBL Elite Division | 3             | Eurocup 2009/10 Gruppenphase        |
| 2010/11 | LBL      | 1     | Finale       | BBL Elite Division | 2             | EuroChallenge 2010/11 Viertelfinale |
| 2011/12 | LBL      | 2     | Finale       | BBL Elite Division | 3             | EuroChallenge 2011/12 Viertelfinale |
| 2012/13 | LBL      | 2     | Finale       | BBL                | Sieger        | EuroChallenge 2012/13 Last 16       |
| 2013/14 | LBL      | 1     | Sieger       | BBL                | Viertelfinale | EuroChallenge 2013/14 Last 16       |
| 2014/15 | LBL      | 1     | Finale       | BBL                | Finale        | Eurocup 2014/15 Gruppenphase        |

## Kader
| Spieler | Spieler            | Spieler            | Spieler    | Spieler | Spieler | Spieler        |
| Nr.     | Nat.               | Name               | Geburt     | Größe   | Info    | Letzter Verein |
| ------- | ------------------ | ------------------ | ---------- | ------- | ------- | -------------- |
|         |                    | Guards (PG, SG)    |            |         |         |                |
| 8       | Lettland           | Davis Lejasmeiers  | 08.04.1991 | 192 cm  |         |                |
| 10      | Lettland           | Sandis Valters     | 31.08.1978 | 193 cm  |         |                |
| 11      | Lettland           | Ugis Pinete        | 15.02.1991 | 194 cm  |         |                |
| 12      | Vereinigte Staaten | Donald Sims        | 25.04.1987 | 195 cm  |         |                |
| 13      | Lettland           | Akselis Vairogs    | 08.11.1985 | 195 cm  |         |                |
| 23      | Vereinigte Staaten | Vernon Lamont Teel | 06.07.1987 | 193 cm  |         |                |
| 42      | Vereinigte Staaten | Folarin Campbell   | 27.02.1986 | 190 cm  |         |                |
|         |                    | Forwards (SF, PF)  |            |         |         |                |
| 4       | Lettland           | Andrejs Grazulis   | 21.07.1993 | 202 cm  |         |                |
| 5       | Lettland           | Ervins Jonats      | 10.02.1991 | 203 cm  |         |                |
| 6       | Lettland           | Janis Timma        | 02.07.1992 | 201 cm  |         |                |
| 9       | Lettland           | Martins Laksa      | 26.06.1990 | 200 cm  |         |                |
| 14      | Lettland           | Arturs Berzins     | 12.06.1988 | 204 cm  |         |                |
|         |                    | Center (C)         |            |         |         |                |
| 7       | Lettland           | Martins Meiers     | 30.03.1991 | 208 cm  |         |                |
| 30      | Lettland           | Ronalds Zakis      | 08.07.1987 | 207 cm  |         |                |

| Trainer  | Trainer            | Trainer  |
| Nat.     | Name               | Position |
| -------- | ------------------ | -------- |
| Lettland | Roberts Stelmahers | Chef     |
| Lettland | Gints Fogels       | Co       |
| Lettland | Matiss Graudins    | Co       |

| Legende           | Legende   |
| Abk.              | Bedeutung |
| ----------------- | --------- |
|                   |           |
| Quellen           |           |
| Teamhomepage      |           |
| Ligahomepage      |           |
| Stand: 26.10.2012 |           |

| Legende           | Legende   |
| Abk.              | Bedeutung |
| ----------------- | --------- |
|                   |           |
| Quellen           |           |
| Teamhomepage      |           |
| Ligahomepage      |           |
| Stand: 26.10.2012 |           |